# Kettle Lakes Provincial Park
Kettle Lakes Provincial Park är en park i Kanada.   Den ligger i provinsen Ontario, i den sydöstra delen av landet, 500 km nordväst om huvudstaden Ottawa. Kettle Lakes Provincial Park ligger 302 meter över havet. Den ligger vid sjöarna  Bullfrog Lake Cub Lake Heart Lake Irrigation Lake Leg of Lamb Lake Pine Lake Slab Lake och Tamarack Lake.
Terrängen runt Kettle Lakes Provincial Park är huvudsakligen mycket platt. Kettle Lakes Provincial Park ligger uppe på en höjd. Runt Kettle Lakes Provincial Park är det glesbefolkat, med 13 invånare per kvadratkilometer.. 
I omgivningarna runt Kettle Lakes Provincial Park växer i huvudsak blandskog.